# Ольховский (Усть-Донецкий район)
Ольхо́вский — хутор в Усть-Донецком районе Ростовской области.
Входит в состав Крымского сельского поселения.

## Население
| 2010 |
| ---- |
| 371  |

## Улицы
| - пер. Александровский, - пер. Болотный, - пер. Глубокий, - пер. Горный, - пер. Знаменский, | - пер. Лесной, - пер. Ореховый, - пер. Орловский, - пер. Рыбачий массив, - пер. Солнечный, | - ул. Донецкая, - ул. Садовая, - ул. Центральная. |